# نوكيا 2690
(بالإنجليزية : Nokia 2690)
نوكيا 2690 هاتف محمول صنع بواسطة نوكيا.
انه يعمل على التردد GSM رباعية الفرقة 850 ، 900 ، 1800 و 1900 ميغاهرتز , مع التحويل التلقائي للترددات.
لة أبعاد 107.5 × 45.5 × 13.8 مم، وحجمة 80.7 جرام.

## المواصفات

### الميزات الرئيسية
- كاميرا رقمية (640 × 480), تسجيل فيديو (176 × 144)
- إم بي 3 , مسجل صوت
- راديو FM
- بلوتوث 2.0
- خدمة الرسالة القصيرة , MMS , بريد إليكتروني , Nokia Xpress Audio Messaging
- ذاكرة داخلية 25 ميجا، ذاكرة خارجية تصل إلي 8 جيجا

### الأبعاد
- الصوت: 58.8 CC
- الوزن: 80.7 جرام
- الطول: 107.5 مم
- العرض: 45.5 مم
- السماكة: 13.8 مم

### الشاشة
- 1.8 بوصة, 262,244 لون, 128 × 160 بكسل

### التصوير
- 0.3 ميجا / VGA
- (640×480) (176×144 فيديو)

### الوسائط المتعددة
- كاميرا (تصوير فوتوغرافي وتسجيل فيديو)
- مشغل موسيقي (AMR]], AMR-WB, MIDI, MXMF, إم بي 3, AAC, MP4/M4A/3GP/3GA, X-TONE, WAV]])
- لاعب فيديو (174×144 ثري جي بي)
- مسجل صوتي
- راديو FM مع دعم خاصية RDS

### المراسلة
- Email بريد إليكتروني
- مراسلة بواسطة Nokia XpressAudio (إرسال التهاني بمقاطع صوتية قصيرة)
- الرسائل النصية القصيرة خدمة الرسالة القصيرة
- رسائل الـMMS

### تطبيقات جافا (جافا (توضيح))
- MMS 1.3
- مراسلة Nokia Xpress Audio

### التوصيل
- توصيل الصور والملفات عبر البلوتوث 2.0 و يو إس بي

### التصفح
- متصفح أوبرا ميني
- متصفح Built-in

### الألوان المتاحة
- أبيض فضي
- غرافيتي
- بينك ساخن
- أزرق

### نظام التشغيل
Nokia OS